# Gelbgjutare

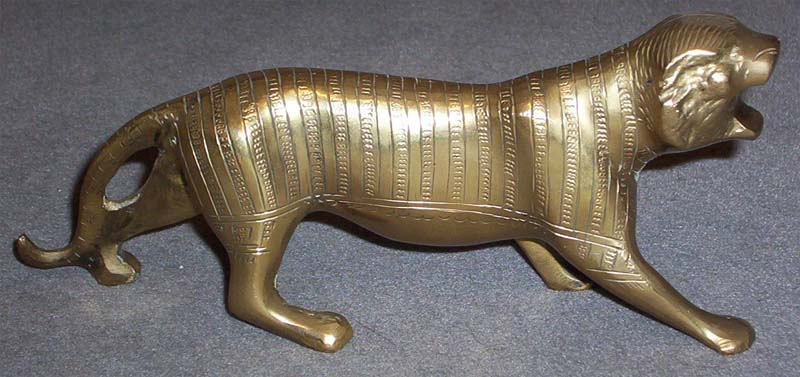
Mässingsprydnad

Gelbgjutare (även gälbgjutare och gällgjutare)  är en  hantverkare som gjuter föremål i mässing eller annan gul metall. Namnet härstammar från tyskans gelb, gul.
Gelbgjuterikonsten har gamla anor och använde sig i början av koppar, som är en av de äldsta kända metallerna. Av denna kunde man framställa mässing, som är en legering av koppar (65 %) och zink (35 %). I Sverige startades produktion av mässing på 1500-talet. År 1571 anlades det första Mässingsbruket i Sverige vid Vattholma i Uppland. Det drevs först i regi av två gjutare från Aachen, som då var ett av kontinentens viktigaste centrum för mässingsframställning, men verksamheten i Vattholma avvecklades sedan de två gjutarna råkat i onåd hos den regerande kungen, Johan III. Mässingsmaterialet importerades till att börja med men från år 1606 framställde svenska mässingsbruk egen mässing. Under 1600-talet spred sig sedan mässingstillverkningen till flera svenska städer: Nyköping, Skultuna, Vällinge, Nacka, Norrköping, Bjurfors och Gusum. Även mässingsgjutningen vid dessa orter var prisgiven importerad arbetskraft särskilt från tyska städer. Från början tilläts gelbgjutaren att arbeta enbart i mässing, eftersom andra gjuteriarbeten av detta slag, enligt skråbestämmelserna, var förbehållna klockgjutare. Oklara gränsdragningar orsakade först tvister dels mellan skrån, dels mellan skråna och mässingsbruken. Efter ett beslut av Kommerskollegium den 6 november 1821 tillerkändes gelbgjutare rätten att utföra även alla uppgifter som redan tilläts för klockgjutare, bortsett från kyrkklockor.
Under 1700-talet blev gelbgjutare vanliga i Sverige. De gjorde större föremål, till exempel ljusstakar, kandelabrar, ljuskronor, strykjärn samt mortlar. Ljuskronor och ljusstakar göts först för kyrkor och herremanshem, men från 1700-talet började även allmogen använda mässing i sina hem.
Carl Hårleman importerade, omkring 1740, möbelbeslag från Frankrike, vilket utgjorde inspiration för gelbgjutarna i Stockholm. Sedan dess har gelbgjuteri av hög klass förekommit i Sverige. Enligt en källa från 1926 fanns en kvinna, Klara i Rya, som "var gelbgjutaren, som smälte malm, mässing och koppar till klingande bjällror". År 1886 rapporterades om yrkessjukdomen gjutarefrossan, som drabbade gjutare som andats in zinkångor.
Ett av de äldsta, i drift varande, gelbgjuterierna ligger på Öland. Gjuteriet, som startades år 1875 i Kalmar av gelbgjutaren Frans Elof Lindstedt, gjuter i sand efter gamla metoder. Även på kyrkotäta Gotland finns idag ett gelbgjuteri kvar: Gotlands Gelbgjuteri.